# Current Views
| Recensione                    | Giudizio |
| ----------------------------- | -------- |
| All Music                     |          |
| All About Jazz (1)            |          |
| All About Jazz (2)            |          |
| All About Jazz (3)            |          |
| The Pittsburgh Tribune Review | /        |

Current Views è il terzo album discografico registrato da Roberto Magris con l’Europlane Orchestra ed è stato pubblicato dalla casa discografica Soulnote nel 2009. Il disco raccoglie brani registrati dal vivo in occasione di tre diversi concerti tenutisi in Italia nel 2001, 2002 e 2003.

## Tracce
1. The Story Teller – 12:08 (Roberto Magris)
2. Dukish Interlude – 9:37 (Roberto Magris)
3. In Love In Vain – 7:01 (Robin, Kern)
4. Hombres – 10:10 (Roberto Magris)
5. React! – 10:33 (Roberto Magris)
6. Steady Mood – 9:07 (Roberto Magris)
7. For Naima – 4:49 (Roberto Magris)

## Musicisti
- Julius Baros – tromba (brano 7)
- Ondrej Jurasi – tromba (brano 1)
- Kristof Bacso – sassofono contralto (brani 2-6)
- Rado Tariska – sassofono contralto (brano 7)
- Marko Lackner –  sassofono contralto (brano 7)
- Roberto Ottaviano – sassofono soprano e sassofono tenore (brani 2-6)
- Marco Castelli – sassofono soprano (brano 1) e sassofono tenore (brano 7)
- Christian Muenchinger – sassofono tenore (brani 2-6)
- Lojze Krajncan – trombone (brano 1)
- Ferenc Schreck – trombone (brano 7)
- Philip Catherine – chitarra elettrica (brano 1)
- Darko Jurkovic – chitarra elettrica (brano 7)
- Bill Molenhof – vibrafono (brani 2-6)
- Roberto Magris – pianoforte
- Vitold Rek – contrabbasso (brani 2-6)
- František Uhlíř - contrabbasso (brani 1, 7)
- Gabriele Centis – batteria